# Wischmopp

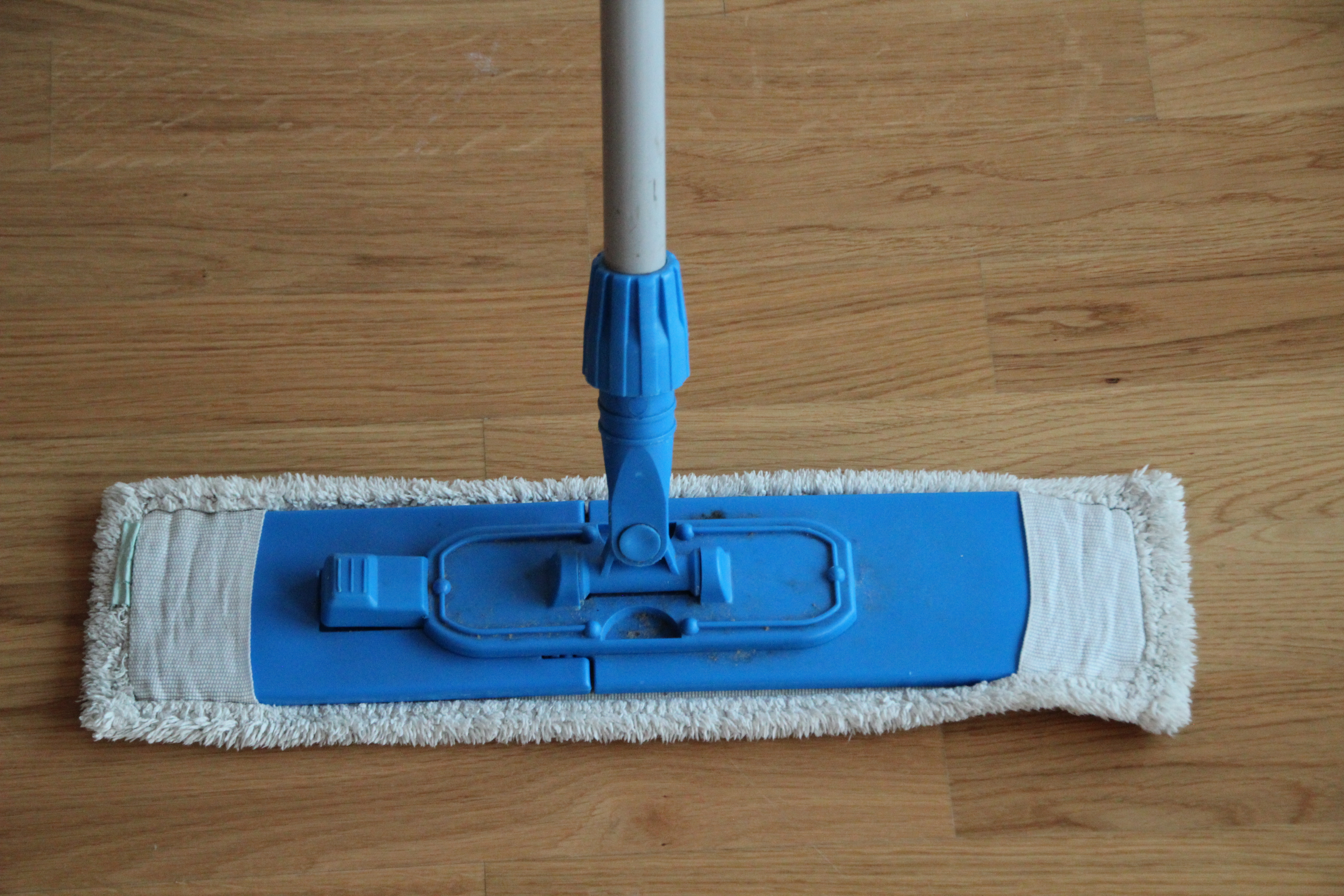
Moderner Feuchtwischmopp mit quetschverschraubtem Stiel, Doppelgelenk, flachem Klappaufnehmer und aufgestecktem Wischtuch

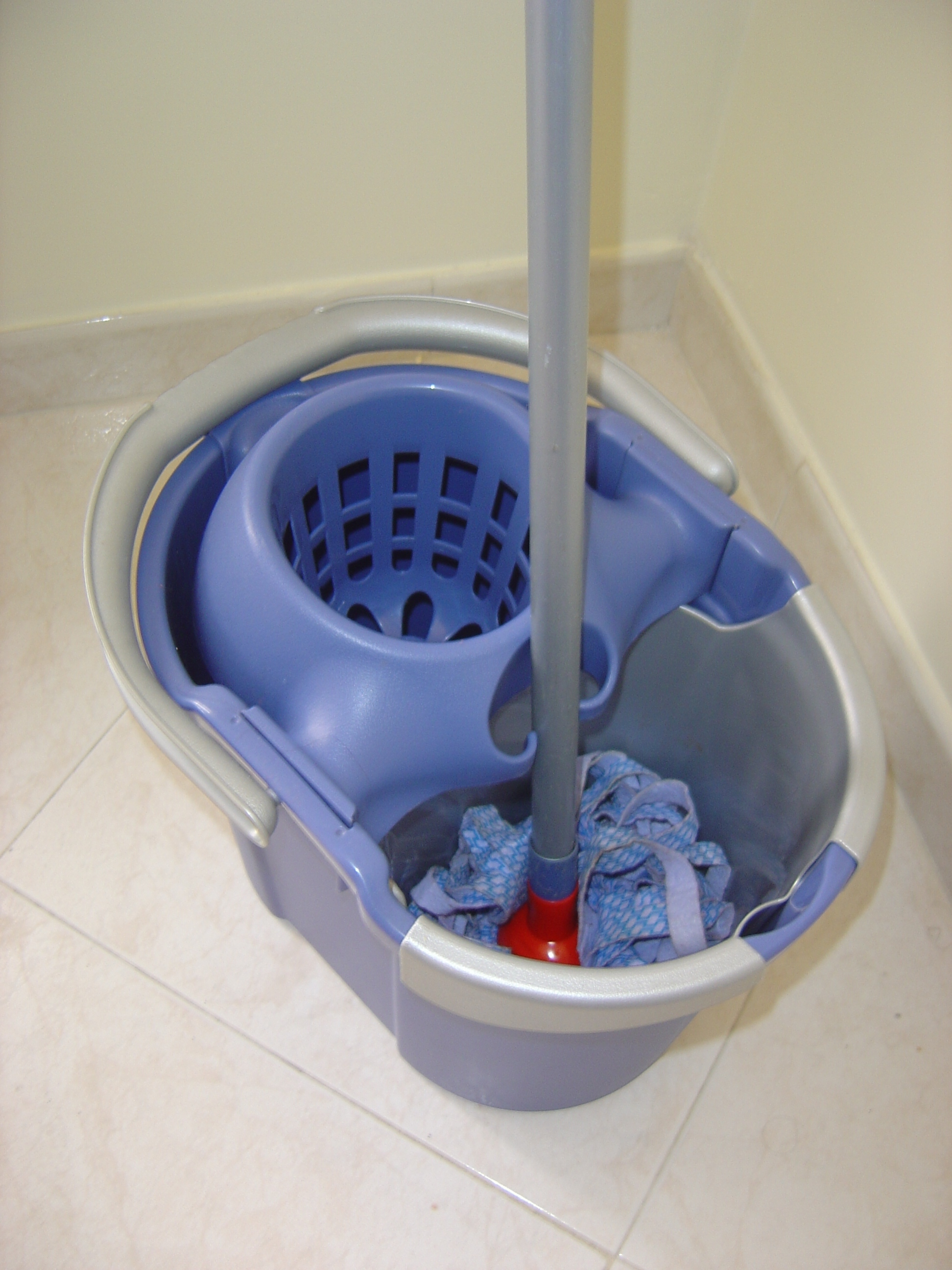
Nasswischmopp mit Auswringer

Ein Wischmopp (vor 1996 Wischmop, Plural: Wischmopps, seemännisch Dweil) ist ein Gerät zur feuchten Reinigung glatter Fußböden. Es kombiniert die Arbeitsweise eines trockenen Mopps, der allein losen Staub und Fusseln bindet, mit der nassen Fußbodenreinigung durch Schrubber und Feudel (Putzlappen), die fest am Boden haftende Schmutzpartikel durch Wasser löst.
Schon 1837 ließ sich Jacob Howe aus Worcester (Massachusetts) einen Mopp mit Stiel patentieren. Der Unternehmer Manuel Jalón Corominas aus der spanischen Provinz La Rioja erhielt in den 1950er Jahren ein Patent auf einen Wischmopp mit konischem Auswringer. Im Jahr 1956 erschien sein Produkt unter dem Namen Fregona (von fregar, zu deutsch wischen) auf dem spanischen Markt.

## Varianten
Aktuell sind zwei verschiedene Gerätearten unter der Bezeichnung erhältlich:

### Feuchtwischmopp
Moderne Geräte bestehen aus einer flachen Grundplatte zum Aufziehen eines mit Fransen oder Schlingen besetzten Reinigungsbezugs, die mit einem Doppelgelenk frei drehbar an einen Stiel befestigt ist. Der Reinigungsbezug wird befeuchtet und kann in kontinuierlichen Wischbewegungen trockenen sowie leicht am Boden anhaftenden Schmutz aufnehmen. Nach Ende des Reinigungsvorganges wird der Bezug abgenommen und gewaschen bzw. entsorgt. Die Breite der Grundplatte und damit auch des Bezugs variiert dabei von wenigen Dezimetern für den privaten Einsatz bis zu weit mehr als einem Meter im gewerblichen Einsatz (Breitwischgerät).

### Nasswischmopp
Eine andere Bauart für den Einsatz im Privathaushalt wurde Mitte der 1980er Jahre unter dem Markennamen Wischmop eingeführt. Diese besteht aus einem quastartig zusammengefassten Bündel etwa 25 Zentimeter langer Streifen aus Vliesstoff oder Baumwolle, das ohne Gelenk an einem Stiel befestigt ist. Dieses Gerät wird in Kombination mit einem speziellen Eimer benutzt, auf dessen Rand ein korbförmiger Auswringer aufgesetzt ist. Der Wischmopp wird in den mit Wasser und Reinigungsmittel gefüllten Eimer getaucht und so befeuchtet. Danach wird er im Auswringer ausgedrückt, so dass er den zum Wischen gewünschten Durchfeuchtunggrad erhält. Je nach Stärke des Auswringens kann man im Anschluss Feuchtwischen oder Putzwasser zum Einweichen hartnäckiger Verschmutzungen auf die Reinigungsfläche auftragen. Durch die saugfähigen Fransen kann das Wasser wieder von der Reinigungsfläche entfernt werden. Im Anschluss wird der Mopp im Eimer ausgewaschen und kann erneut im Auswringer ausgewrungen werden. Der Nasswischmopp eignet sich besonders für schnelle, lokal begrenzte Reinigungen (z. B. Aufwischen verschütteter Flüssigkeiten) sowie zur Reinigung punktuell stärker verschmutzter Böden, besitzt jedoch nur eine relativ geringe Arbeitsbreite.
In größeren Räumen, speziell im professionellen Einsatz, werden dagegen andere Systeme verwendet, meist der Mopphalter mit Fransenmopp in Verbindung mit Fahreimer und Presse, die auch Rahmenhygieneplänen entsprechen.